# Stephen Arnoult
Pour les articles homonymes, voir Arnoult.
Alexis Étienne Pierre Henri Arnoult dit Stephen Arnoult, Alexis Arnoult ou simplement Alexis (Paris, 22 février 1782 - Corpeau, 21 septembre 1869) est un poète, chansonnier, auteur dramatique et romancier français.

## Biographie
Écuyer, petit-fils d'un conseiller des États de la province de Bourgogne, propriétaire à Corpeau dont il fut maire (1829), ami de Chateaubriand, ses pièces furent représentées sur les plus grandes scènes parisiennes du XIXe siècle : Théâtre du Gymnase, Théâtre de l'Opéra-Comique, Théâtre du Vaudeville, etc.

## Œuvres
- Le Roi et le Confident, nouvelle historique, 1803
- Zirza, histoire orientale tirée des Annales récentes de la Perse, suivie du Malheureux imaginaire, 1807
- Amour et mauvaise tête, ou la Réputation, comédie en 3 actes, mêlée d'ariettes, 1808
- Le Retour des Bourbons, 1816
- Six Nouvelles, 1821
- Le Comte de Charny, 1829
- Le Tyran municipal ou la Journée d'un maire, 1829
- Proverbes anecdotiques, 1835
- Un ange au sixième étage, comédie vaudeville en 1 acte, avec Emmanuel Théaulon, 1838
- La Fille d'un voleur, vaudeville en 1 acte, avec Théaulon, 1839
- Une visite nocturne, ou Cartouche, comédie-vaudeville en 1 acte, avec Théaulon, 1839
- Les Merluchons ou après deux cents ans, comédie vaudeville en 1 acte, avec Théaulon, 1840
- Memento des révolutions modernes de la France, 1850
- Corsaires attaquant corsaires... ne font pas, dit on leurs affaires..., proverbe en 1 acte en prose, post.1873
- Le bien vient en dormant ou les épluchés, non daté
- N'allez pas à Paris, non daté
- Oui, noir n'est pas si diable, ou les Français en Calabre, proverbe en quatre tableaux, non daté